# Bonnie Tyler Live
Bonnie Tyler Live (también conocido como Live) es el primer CD en vivo lanzado por la cantante galesa Bonnie Tyler. Fue lanzado como un disco que acompañaba el lanzamient de Bonnie on Tour; un DVD que promueve el lanzamiento del álbum de Tyler Wings lanzado en 2005. Las canciones que aparecen en el álbum fueron grabadas en La Cigale en París y Zaragoza en España.

## Lista de canciones
Trece de los dieciséis canciones fueron grabadas en La Cigale el mismo día del cumpleaños de Tyler en 2005.

| N.º | Título                                  | Escritor(es)               | Duración |  |
| 1.  | «Intro»                                 | Jim Steinman               | 1:08     |  |
| 2.  | «Holding Out for a Hero»                | Steinman                   | 3:46     |  |
| 3.  | «All I Need Is Love»                    | Stuart Emerson             | 4:49     |  |
| 4.  | «Driving Me Crazy»                      | Karen Drotar, Bonnie Tyler | 3:26     |  |
| 5.  | «Crying In Berlin»                      | Paul D. Fitzgerald, Tyler  | 3:47     |  |
| 6.  | «Celebrate»                             | Drotar, Tyler              | 4:02     |  |
| 7.  | «Hold Out Your Heart»                   | Paul D. Fitzgerald         | 4:14     |  |
| 8.  | «Run Run Run»                           | Drotar, Tyler              | 3:29     |  |
| 9.  | «Louise»                                | Fitzgerald, Tyler          | 3:34     |  |
| 10. | «Intro 2»                               | Steinman                   | 1:34     |  |
| 11. | «Lost in France»                        | Ronnie Scott, Steve Wolfe  | 4:13     |  |
| 12. | «If You Were a Woman (And I Was a Man)» | Desmond Child              | 4:24     |  |
| 13. | «Total Eclipse of the Heart»            | Steinman                   | 3:58     |  |
| 14. | «Simply Believe»                        | B. Bishop, O. Fox, Tyler   | 5:00     |  |
| 15. | «Here She Comes»                        | Giorgio Moroder            | 3:34     |  |
| 16. | «It's a Heartache»                      | Ronnie Scott, Steve Wolfe  | 5:03     |  |

- Las canciones 1 y 10 son interpretaciones instrumentales de Holding Out for a Hero para la apertura y el interludio del concierto.
- La banda Normandy Highland Pipe tocaron la gaita en la canción 6.
- Las canciones 12, 14 y 15 se realizaron en Zaragoza en España.